# Saint-Martin-de-Beauville
Saint-Martin-de-Beauville é uma comuna francesa na região administrativa da Nova Aquitânia, no departamento Lot-et-Garonne. Estende-se por uma área de 7,33 km². Em 2010 a comuna tinha 179 habitantes (densidade: 24,4 hab./km²).